# 吳嘉蔭
吳嘉蔭（?—?），金坛人，清朝政治人物。贡生出身。
康熙10年（1671年），擔任清朝遵义府婺川縣知縣。后由胡英傑接任。